# 성남시중원어린이도서관
성남시중원어린이도서관은 경기도 성남시 중원구 금광동 소재의 어린이 도서관이다.

## 시설현황
- 지상 4층 - 첨성대교실, 하늘공원
- 지상 3층 - 꿈나무극장, 나로교실, 견학, 체험, 천체투영실, 책이야기위층방, 꿈빚는자기방
- 지상 2층 - 어린이책동산, 사이버마당, 장난감놀이터, 책이야기아래방, 배움마당
- 지상 1층 - 꼬마책동산, 사무실, 놀이방, 책마루카페
- 지하 1층 - 도서정리실, 주차장
- 지하 2층 - 주차장
- 지하 3층 - 주차장

## 이용 안내
이용 시간
- 평일: 동절기(11 ~ 2월) 오전 9시 ~ 오후 6시 / 하절기(3 ~ 10월) 오전 9시 ~ 오후 8시
- 토, 일요일: 오전 9시 ~ 오후 6시 (법정공휴일과 겹칠 경우 휴관)

휴관일
- 매주 월요일 및 법정 공휴일.
- 기타 특별한 사유로 인하여 도서관장이 지정한 날